# Castello di Castellina
Das Castello di Castellina, das im Mittelalter auch Castel Vecchio oder Castello di Santa Maria genannt wurde, ist eine abgegangene mittelalterliche Niederungsburg, die im Ortsteil Castellina der Gemeinde Soragna in der italienischen Region Emilia-Romagna lag.

## Geschichte
Die ursprüngliche Festung ließen die Pallavicini Anfang des 12. Jahrhunderts erbauen. Obwohl sie nicht investiert waren, gehörte ihnen das Lehen Soragna bereits seit dem 10. Jahrhundert.
1145 überließ der Markgraf Oberto Pallavicino die Burg in Ruinen der Stadt Piacenza, ihm die Rechte auf das Lehen gewährte und ihm sogar die Möglichkeit eröffnete, die Burg wieder aufzubauen.
1198 wurde die Markgrafschaft Soragna aufgeteilt, vermutlich aus Erbschaftsgründen: Der Teil links des Stirone mit der Rocca Meli Lupi di Soragna wurde Guido Lupi, dem Familienoberhaupt der Meli-Lupis, zugewiesen, wogegen der rechts des Flusslaufs mit dem „Castrum Vetus de Soranea“ bei den Pallavicini blieb.
1224 bestätigte der Kaiser des Heiligen Römischen Reiches, Friedrich II., Oberto Pallavicino die Investitur auf die Burg und seine zahlreichen weiteren Burgen im Gebiet von Parma. Der Markgraf erhielt 1254 auch die Bestätigung vom römisch-deutschen König Konrad IV. Nach dem Tod Obertos 1269 fielen seine Besitzungen an seinen Sohn Manfredino.
1297 lag die Burg erneut in Ruinen, vermutlich aufgrund eines Angriffs. Die Stadt Parma verfügte daher, keinerlei Befestigungen in Santa Maria di Soragna wieder aufzubauen.
1311 profitierten die Meli Lupis vom Bruch des Waffenstillstandes zwischen den Da Correggios und der Stadt Parma einerseits und der Familien De’ Rossi und Pallavicino andererseits, indem sie das Castel Vecchio erobern konnten. Drei Jahre später konnte der Frieden erneut erreicht werden und Manfredino Pallavicino erhielt die Burg zurück. 1325 schlug sich Parma auf die Seite der Guelfen und unterstützte Papst Johannes XXII. Der Markgraf Manfredino Pallavicino trug dazu nicht bei und seine Burgen Santa Maria und Parola wurden von Parma zerstört, das den Papst überzeugte, die Lehen den Lupis zu überlassen. Im Folgejahr bestätigte dennoch der Kaiser Ludwig IV. den Pallavicini die alten Investituren.
1360 bestätigte Kaiser Karl IV. Oberto III. Pallavicino seine Rechte an den zahlreichen Lehen im Gebiet von Parma, darunter auch an dem „Castrum Vetus de Sancta Maria de Soranea Marchionorum Pallavicinorum“.
1377 hinderte der Herr von Mailand, Bernabò Visconti Niccolò Pallavicino, den Sohn von Oberto Pallavicino, daran, mit den Arbeiten zur Wiedererrichtung der Burgen Santa Maria und Costamezzana fortzufahren. Sein Nachfolger, Gian Galeazzo Visconti, erlaubte dem Markgrafen im Gegensatz dazu, die beiden Baustellen wieder aufleben zu lassen. Darüber hinaus bestätigte der römisch-deutsche König Wenzel Niccolò Pallavicino die Rechte an Busseto, Borgo San Donnino, Solignano, Ravarano, Monte Palero, Tabiano, Bargone, Serravalle, Pietromogolana, Parola, Castelvecchio di Soragna und Soragna.
1407 wurde das Castello di Castellina, das Rolando Pallavicino, dem Sohn von Niccolò Pallavicino, gehörte, von Ottobuono Terzi besetzt, der den Markgrafen dazu zwang, Borgo San Donnino im Tausch gegen die Wiedereinsetzung in Cortemaggiore aufzugeben. 1411 eroberte der Markgraf von Ferrara, Niccolò III. d’Este, der nach der Ermordung von Ottobuono Terzi neuer Herr von Parma geworden war, einige Burgen von Orlando Pallavicino, der ein Übereinkommen mit den D’Estes erzielte und ihnen seine Dienste anbot. Im Tausch erhielt Rolando Pallavicino das Castello di Santa Maria.
1441 griff Niccolò Piccinino an mehreren Fronten den Stato Pallavicino an, und zwang den Markgrafen Orlando Pallavicino zur Flucht. Seine Besitzungen wurden an den Herzog von Mailand, Filippo Maria Visconti, verwirkt, der sie 1442 größtenteils an Piccinino verlehnte. 1457 investierte Francesco I. Sforza Oberto Pallavicino, den Sohn von Rolando Pallavicino, in die Burgen von Castellina, Tabiano und je zur Hälfte mit seinem Bruder Gian Francesco I. Pallavicino, in die Burg von Solignano.
1543 wurde Papst Paul III. auf seiner Reise nach Busseto, wo er Kaiser Karl V. traf, im Castello di Castellina bewirtet.
Wenige Jahre später, während des Krieges von Parma 1551, in dem sich der Herzog Ottavio Farnese, unterstützt vom französischen König Heinrich II., und Papst Julius III., der Verbündete von Karl V., gegenüberstanden, griffen die Truppen des Kirchenstaates die Burg an und zerstörten sie teilweise. Später eroberte Ferrante I. Gonzaga für den Kaiser die Burg, aber einige Monate später griffen die Truppen Farneses wieder an und eroberten die Festung, wobei sie endgültig zerstört wurde.
Um 1613 war der Markgraf Gerolamo Galeazzo III. Pallavicino, der mit seinem Verwandten Alessandro Pallavicino aus Zibello in einem Rechtsstreit um die Nachfolge des Stato Pallavicino verwickelt war, zur Kompensation der immensen Kosten des Gerichtsverfahrens gezwungen, das Lehen Castellina an den Markgrafen von Soragna, Giampaolo IV. Meli Lupi, zu verkaufen.
Die Meli-Lupis verkauften nach und nach die Rechte an Castellina an den Markgrafen Papiano Giandemaria. Der Sohn Giacomo verstarb 1691 und das Lehen wurde von der herzoglichen Liegenschaftsverwaltung eingezogen. 1707 wurde das Gebiet dem Grafen Alessandro Ranuccio Ugolini verlehnt, der die Arbeiten zum Bau der Villa Castellina in der Nähe der alten Ruinen einleitete.
Von 1752 bis 1756 wurde die Burg abgerissen und ihre Bausteine teilweise genutzt, um die benachbarte Kirche „Mariae Verkündigung“ umzubauen.
Nach 1781 investierte der Herzog Ferdinand den Grafen Giuseppe Pompeo Sacco in das Lehen, das die Familie bis zur Abschaffung der Feudalrechte im Herzogtum Parma und Piacenza durch Napoleon im Jahre 1805 behielt.
Von der Burg verlor sich später jede Spur.